# Вебер, Анастасия Алексеевна
Анастасия Алексеевна Вебер (родилась 8 февраля 1995, Санкт-Петербург, Россия) — российский режиссёр, поэтесса. Её короткометражный фильм «Трэп» (2022) получил «Золотого медведя» на 72-м Берлинском кинофестивале.

## Биография
Анастасия Вебер родилась в Санкт-Петербурге, окончила Петербургскую школу нового кино (лаборатория общей режиссуры) и Санкт-Петербургский университет кино и телевидения (сценарная мастерская Игоря Агаева). В 2019 году сняла короткометражный фильм «Синдром Ио», отмеченный премией международного кинофестиваля в Оберхаузене (в соавторстве с режиссёрами Art Union Marmelade). Картина Вебер «Трэп» (2022) получила «Золотого медведя» на 72-м Берлинском кинофестивале как лучший короткометражный фильм. По мнению жюри, режиссёру удалось показать молодых людей, «застрявших в контролируемом и угнетающем обществе».
Помимо кинематографа, Анастасия Вебер занимается поэзией. В 2020 году ее произведения вошли в лонг-лист поэтической премии Аркадия Драгомощенко
Фильмография
- Синдром Ио (2019);
- Седация (2021);
- Трэп (2022)[5].